# Benediktinerinnenkloster Cotignac

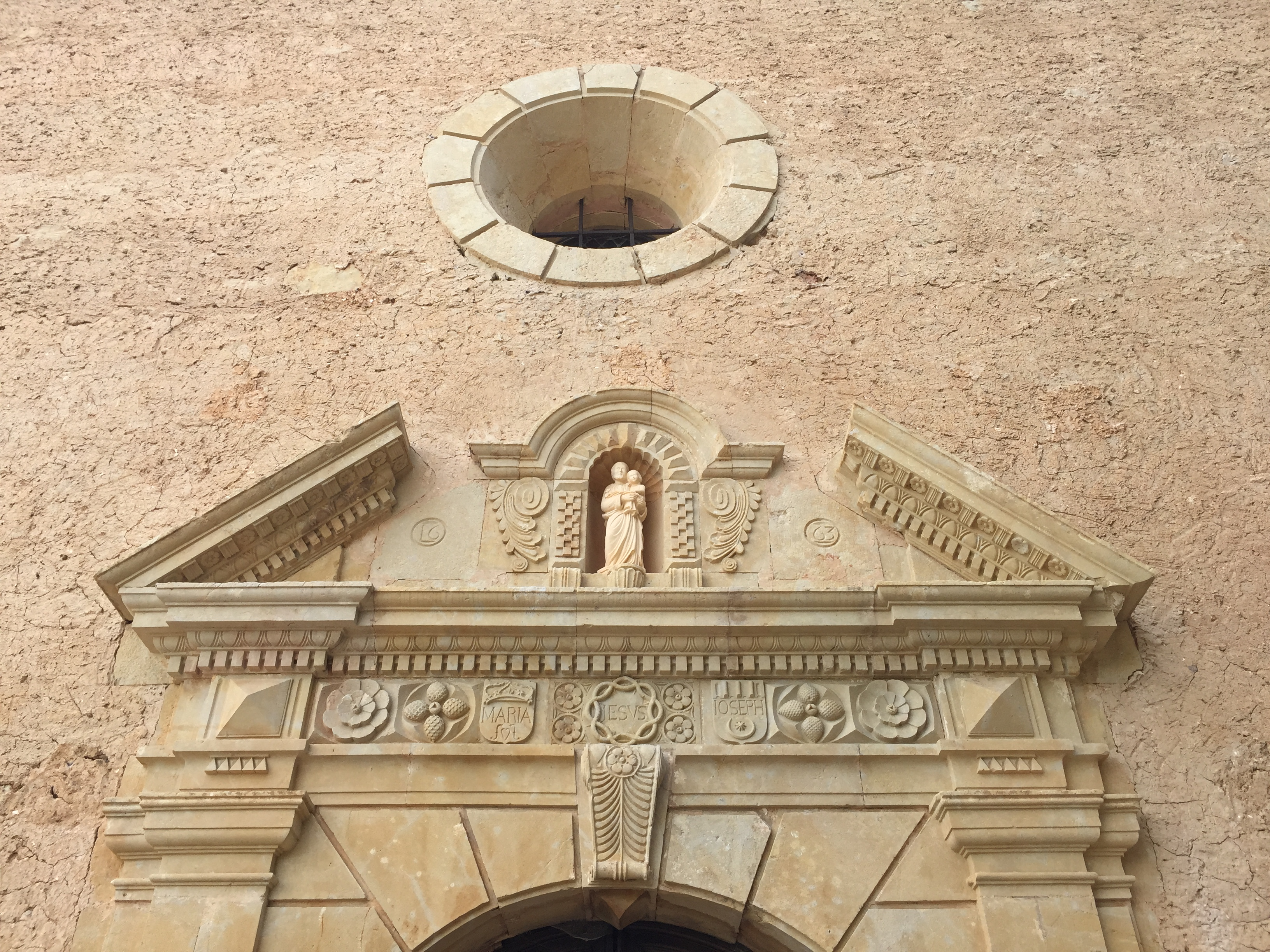
Fassade der Kirche.

Das Benediktinerinnenkloster Cotignac (auch: Saint-Joseph du Bessillon) ist seit 1975 ein Kloster der Benediktinerinnen in Cotignac, Département Var, Bistum Fréjus-Toulon in Frankreich.

## Geschichte

### Josefserscheinung 1660 und Wallfahrt
Die Beteuerung des 22-jährigen Hirten Gaspard Ricard, der heilige Josef von Nazaret habe ihm am 7. Juni 1660 am Osthang des Bessillon bei Cotignac eine bis dato unbekannte Quelle gezeigt, führte 1663 zur Errichtung einer bis heute vorhandenen Kapelle. Der zum Wallfahrtsziel gewordene Erscheinungsort wurde von den Oratorianern betreut, die auch Konventgebäude errichteten. Durch die Französische Revolution kam es zur Vertreibung der Geistlichen und zum Verfall der Gebäude, nicht jedoch der Kapelle.

#### Der zeitliche Hintergrund der Josefserscheinung
Die Erscheinung von Cotignac fiel in eine Zeit gesteigerter Josefsvererehrung in Frankreich wie auch außerhalb. Nachdem Papst Gregor XV. schon 1621 das Fest des heiligen Josef am 19. März für verpflichtend erklärt hatte, wurde dies 1642 von Papst Urban VIII. bekräftigt. Bedeutende französische Theologen der Zeit (Pierre de Bérulle, Jean-Jacques Olier, Jean Eudes, Barbe Acarie, Franz von Sales und Jacques Bénigne Bossuet) beförderten den Josefskult. Endgültig zum Durchbruch kam er in Frankreich durch Ludwig XIV., der mit Ricard gleichaltrig war. Im Zuge seiner mehr als einjährigen Reise nach Saint-Jean-de-Luz zur Verheiratung mit Maria Teresa von Spanien, die über Cotignac führte, hatte er diesen Ort am 21. Februar 1660 (also nur 3 ½ Monate vor der Erscheinung) verlassen. Der Tag der Erscheinung (7. Juni) war der Jahrestag der Krönung und Salbung des Königs am 7. Juni 1654. Nach dem Tod von Mazarin und der Übernahme der persönlichen Regierung durch den jungen König wenige Tage vor dem 19. März 1661 verfügte Ludwig als erste Amtshandlung die Einsetzung des 19. März als arbeitsfreien Festtag zu Ehren des heiligen Josef. Der die Josefsverehrung in Cotignac fördernde zuständige Bischof von Fréjus, Joseph Zongo Ondedei (um 1600–1674), war ein Günstling und enger Vertrauter von Mazarin.

### Benediktinerinnenkloster seit 1975
Als 1974 das (1945 gegründete) Benediktinerinnenkloster Saint-Benoît (ursprünglich aus der Congrégation de la Reine des Apôtres, später autonom)  aus dem algerischen Medea fortstrebte, nahm es das Angebot des Bischofs Gilles Barthe von Fréjus-Toulon an, den Wallfahrtsort wieder zu besiedeln und ließ durch den ihm aus Algerien bekannten Architekten Fernand Pouillon Klostergebäude errichten (Einweihung 1978). Das Kloster nannte sich La Font Saint-Joseph du Bessillon (font = Quelle) und bestand bis 2019. Dann wurde es wegen Überalterung der Nonnen aufgelöst. Für die Nachfolge gelang es Bischof Dominique Rey, die Kongregation Mater Dei zu gewinnen, die 1977 im argentinischen San Luis gegründet und 2001 von Bischof Juan Rodolfo Laise approbiert wurde. Die benediktinische Gemeinschaft nennt sich « Communauté de saint Joseph, époux de Marie » (Gemeinschaft Sankt Josef, Gemahl Mariens). Oberin ist Mutter Alicia.